# 库斯科大区

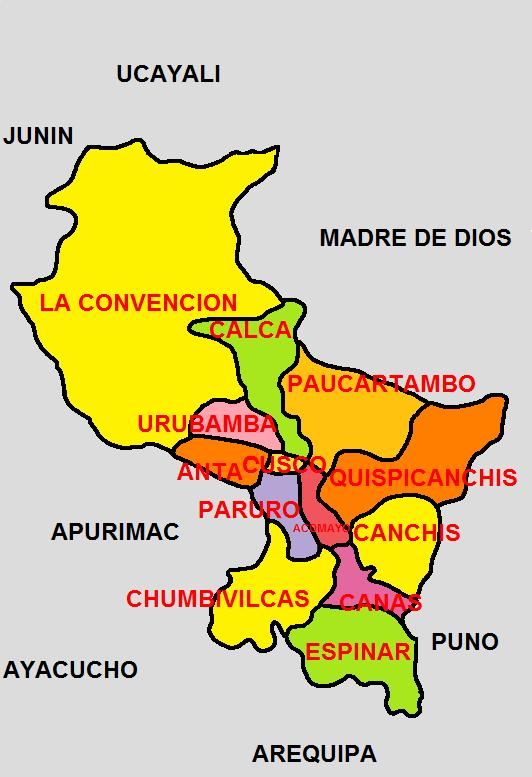
庫斯科大區行政區劃

庫斯科大區（西班牙語：Departamento del Cusco）是秘魯東南部的一個大區，北鄰烏卡亞利大區，東鄰馬德雷德迪奧斯和普諾大區，南鄰阿雷基帕大區，西鄰阿普里馬克、阿亞庫喬和胡寧大區。首府庫斯科，是古代印加帝國的首都。

## 歷史
大約公元前2,000年马加瓦约文化（Marcavalle）在庫斯科地區發展起來，其特徵是開始了當地的農業階段。隨後，在公元前500年至公元500年之間，當地屬於Paqallamoqo和瓦魯（Waru）文化，直到發展出瓦里神權政治-軍國主義文明。從此開始了瓦里的殘酷和殺戮文化。
印加文明發源於本大區。有兩個庫斯科建城的傳說。印加帝國合併了秘魯、厄瓜多爾、哥倫比亞、智利和阿根廷的領土。
1533年11月15日，西班牙人的到來使庫斯科的印加開發中斷了。1536年，曼科·印卡開始與入侵者戰鬥，並且由圖帕克·阿馬魯接手，再由圖帕克·阿馬魯二世發動所謂「大起義」；兩人都在市長廣場被處決。在1814年和1815年之間，馬特奧·普馬卡瓦（Matteo Pumacahua）再次發起了原住民起義。
庫斯科大區成立於1822年4月26日。在共和國成立之初，這裡成為了秘魯南部安第斯山脈的經濟中心。自1900年代初以來，它就通過鐵路與海岸地區相通，並於1911年發現著名的印加古蹟馬丘比丘。目前，本大區是秘魯重要的旅遊和能源中心。

## 地理
安塔平原（Anta）上有庫斯科大區最好的一些公共耕地。它位於海拔約3,000米（9,800英尺）處，主要用於種植高海拔作物，例如馬鈴薯、柏油（可食用的羽扇豆）、大麥和藜麥。

## 行政區劃
库斯科大區分為13個省（provincias，單數：provincia），共有112個區（distritos，單數：distrito）。下轄省份（首府在括號內）如下：
- 阿科馬約省（阿科馬約）
- 安塔省（安塔）
- 卡爾卡省（卡爾卡）
- 卡納斯省（亞瑙卡）
- 坎奇斯省（錫夸尼）
- 瓊比維卡省（聖托馬斯）
- 庫斯科省（庫斯科）
- 埃斯皮納爾省（堯里）
- 拉孔本西翁省（基亞班巴）
- 帕魯羅省（帕魯羅）
- 保卡坦博省（保卡坦博）
- 基斯皮坎奇省（烏爾科斯）
- 烏魯班巴省（烏魯班巴）

## 語言
根據2007年秘魯人口普查，大多數居民最先學習的語言是克丘亞語（51.40%），其次是西班牙語（46.86%）。庫斯科大區所用的克丘亞語變體是庫斯科克丘亞語。
以下表格顯示庫斯科大區各省最先學習語言的數據：
| 省           | 克丘亞語 | 艾馬拉語 | Asháninka語言 | 其他原住民語言 | 西班牙語 | 外語  | 聾啞  | 總數      |
| ------------ | -------- | -------- | ------------- | -------------- | -------- | ----- | ----- | --------- |
| 阿科馬約省   | 22,262   | 12       | 2             | 4              | 3,117    | -     | 52    | 25,449    |
| 安塔省       | 36,512   | 42       | 3             | 10             | 15,248   | 8     | 132   | 51,955    |
| 卡爾卡省     | 43,008   | 101      | 4             | 117            | 18,128   | 13    | 142   | 61,513    |
| 卡納斯省     | 32,790   | 31       | 6             | 11             | 2,910    | -     | 40    | 35,788    |
| 坎奇斯省     | 53,695   | 107      | 5             | 7              | 37,702   | 2     | 120   | 91,638    |
| 瓊比維卡省   | 64,087   | 102      | 9             | 1              | 6,063    | 2     | 104   | 70,368    |
| 庫斯科省     | 63,675   | 781      | 94            | 306            | 282,610  | 1,521 | 466   | 349,453   |
| 埃斯皮納爾省 | 40,594   | 120      | 8             | 1              | 18,116   | 6     | 71    | 58,916    |
| 拉孔本西翁省 | 62,145   | 276      | 2,802         | 9,278          | 81,111   | 120   | 318   | 156,050   |
| 帕魯羅省     | 26,707   | 53       | 5             | 1              | 2,192    | 1     | 42    | 29,001    |
| 保卡坦博省   | 35,996   | 95       | 15            | 207            | 5,682    | 9     | 65    | 42,069    |
| 基斯皮坎奇省 | 57,587   | 152      | 11            | 12             | 18,562   | 20    | 86    | 76,430    |
| 烏魯班巴省   | 27,523   | 104      | 4             | 9              | 25,075   | 823   | 68    | 53,606    |
| 總數         | 566,581  | 1,976    | 2,968         | 9,964          | 516,516  | 2,525 | 1,706 | 1,102,236 |
| %            | 51.40    | 0.18     | 0.27          | 0.90           | 46.86    | 0.23  | 0.15  | 100.00    |

## 地名
庫斯科大區裡面的地名很多都是源自原住民的克丘亞語和艾馬拉語。這些名字在整個地區佔絕大多數。但是，他們基於西班牙語的拼字法與這些語言的規範化字母有衝突。根據Decreto Supremo No 004-2016-MC（最高法令）第二十條通過的第29735號法令，刊於2016年7月22日，必須逐步提出適當的原住民語言標準化字母中的地名拼寫形式，以使國家地理研究所使用的命名標準化。
文化部還建議各省的市政府恢復古老的土著地名，這些名稱應由地方和社區當局在海報和其他標牌上傳播。